# Осада Амфиполя
Осада Амфиполя — военный поход Филиппа II Македонского против Амфиполя в 357 году до н. э., имевший целью вывод Македонии к побережью Эгейского моря.

## Предшествующие события
Филипп II Македонский, пришедший к власти в 359 году до н. э., первой своей задачей ставил разгром опасных и агрессивных соседей Македонии (пеонийцев и иллирийцев), непосредственно угрожавших македонскому государству. Следующей целью македонского царя был выход к Эгейскому морю. Однако фракийское побережье контролировалось сильным Халкидским союзом во главе с Олинфом. К северу от Халкидики значительная полоса земли принадлежала Амфиполю, основанному афинянами в середине V века до н. э. Кроме того, свои интересы в этом регионе имели Афины во главе Второго афинского морского союза и неоднократно пытались поставить Амфиполь под свой контроль.
Наиболее удобным для Филиппа был Амфиполь, расположенный в устье реки Стримон. Город имел значительное стратегическое и торговое значение и был связан широкими экономическими связями со многими греческими полисами. Амфиполь был одним из крупных пунктов в транзитной торговле с Чёрным морем и городом-портом всего фракийского района. В окрестностях Амфиполя располагались богатые рудники, оливковые и виноградные плантации.
В V—IV веках до н. э. Амфиполь был центром сложной военной и дипломатической борьбы, и прямой захват Амфиполя мог спровоцировать войну с сильными греческими государствами, что было нежелательно для ещё недостаточно сильной Македонии.
В борьбе за Амфиполь Филипп проявил незаурядные дипломатические способности, чтобы добиться мира с Афинами. Он отпустил афинских пленных, содержащихся в Македонии со времён Аргея, а также отправил письмо в Афины, в котором обещал захватить для них Амфиполь, предложил мир и изъявил готовность поддерживать с афинянами дружественные отношения и заключить с ними союз. Афины, ещё не принимавшие Македонию всерьёз, достаточно беспечно отнеслись к Филиппу, несмотря на предостережения амфиполийцев и олинфян, дали ему своё согласие и даже отправили к Геллеспонту военачальника Хареса для войны с фракийцами. Кроме всего прочего руки афинян были связаны Союзнической войной и конфликтом с Персией.

## Ход боевых действий
Заручившись согласием афинян, Филипп перешёл к решительным действиям. Весной 357 года до н. э. он стянул к Амфиполю свои войска и технику и приступил к осаде. Боевые действия затянулись до осени, когда македонянами удалось проломить таранами городские стены и ворваться в город.

## Итоги осады
Захватив город и его широкую береговую полосу, Филипп включил его в состав Македонии и превратил в один из своих важных стратегических пунктов на фракийском побережье.